# Léo Silva
Hugo Leonardo Silva Serejo, oder einfach Léo Silva (* 24. Dezember 1985 in São Luís), ist ein brasilianischer Fußballspieler.

## Karriere
Léo Silva erlernte das Fußballspielen in der Jugendmannschaft von UR Trabalhadores in Patos de Minas. Seinen ersten Vertrag unterschrieb er 2003 bei Cruzeiro Belo Horizonte in Minas Gerais. Von Januar 2005 bis Juli 2006 und Juli 2008 bis November 2008 wurde er nach Ipatinga zm Ipatinga FC ausgeliehen. Mit dem Club gewann er 2005 die Campeonato Mineiro. Botafogo FR, ein Club aus Rio de Janeiro, lieh ihn von Januar 2009 bis November 2009 aus. Mit Botafogo gewann er die Taça Guanabara. Über die brasilianischen Vereine Americana Futebol Ltda. (2010–2011) und Portuguesa de Desportos (2012) wechselte er 2013 nach Asien. Hier unterschrieb er in Japan einen Vertrag bei Albirex Niigata. Der Club aus Niigata spielte in der ersten Liga, der J1 League. Nach 122 Erstligaspielen wechselte er 2017 zum Ligakonkurrenten Kashima Antlers nach Kashima. Mit den Antlers gewann er 2017 den Japanischen Supercup sowie 2018 die AFC Champions League. Nach 137 Ligaspielen wechselte er im Januar 2022 ablösefrei zum Ligakonkurrenten Nagoya Grampus. Nach einer Saison und 33 Ligaspielen kehrte er Anfang 2023 wieder in seine Heimat zurück. Hier schloss er sich dem Moto Club de São Luís aus São Luís an.

## Erfolge
Ipatinga FC
- Campeonato Mineiro: 2005

Cruzeiro Belo Horizonte
- Campeonato Mineiro: 2008

Botafogo FR
- Taça Guanabara: 2009

Kashima Antlers
- Japanischer Supercup: 2017
- AFC Champions League: 2018